# خوتکای بلوطی
خوتکای بلوطی (نام علمی: Anas castanea) نام یک گونه از سرده انس است.